# Neoplanorbis umbilicatus
Neoplanorbis umbilicatus är en snäckart som beskrevs av Walker 1908. Neoplanorbis umbilicatus ingår i släktet Neoplanorbis och familjen posthornssnäckor. IUCN kategoriserar arten globalt som utdöd. Inga underarter finns listade i Catalogue of Life.